# Saint-Josse-ten-Noode
Saint-Josse-ten-Noode (en francés, usualmente acortado como Saint-Josse) o Sint-Joost-ten-Node (en neerlandés, pronunciaciónⓘ) es uno de los diecinueve municipios de la región de Bruselas-Capital. 
El 1 de enero de 2019, el municipio tenía una población total de 27.457 habitantes. El área total es 1,14 km², que da una densidad demográfica de 24.036 habitantes por km². Con sólo 1,14 km², Saint-Josse-ten-Noode es el municipio con el territorio más pequeño en Bélgica.

## Demografía

### Evolución
Todos los datos históricos relativos al actual municipio, el siguiente gráfico refleja su evolución demográfica.
| Gráfica de evolución demográfica de Saint-Josse-ten-Noode entre 1846 y 2020 |
|                                                                             |

### Nacionalidades
En 1995, los extranjeros formaban la mayoría de la población de esta localidad, hoy en día, la mayor parte de la población es belga, lo que ha causado un aumento grande de concejales municipales con un origen extranjero, beneficiándose de la apertura del sistema electoral proporcional: de 0 en 1988 a 2 (de Marruecos) en 1994, la mayoría cerca de 13 (7 de Marruecos, 5 de Turquía) de 27 en 2000 (incluyendo 3 concejales) y una mayoría de 20 sobre un total de 27 en 2007 (incluyendo 6 de 7 concejales, el séptimo es miembro de la minoría flamenca).
| Nacionalidad    | 1979   | 1979   | 1995   | 1995   | 2007   | 2007   |
| --------------- | ------ | ------ | ------ | ------ | ------ | ------ |
| Belga           | 12.222 | 54,5%  | 9.231  | 42,1%  | 14.656 | 61,6%  |
| Turco           | 2.304  | 10,3%  | 3.904  | 18,1%  | 1.527  | 6,4%   |
| Marroquí        | 2.664  | 11,9%  | 3.761  | 17,5%  | 1.482  | 6,2%   |
| Francés         | ―      | ―      | ―      | ―      | 674    | 2,8%   |
| Italiano        | 1.661  | 7,4%   | 785    | 3,6%   | 458    | 1,9%   |
| Congoleño       | 198    | 0,9%   | ―      | ―      | 453    | 1,9%   |
| Polaco          | ―      | ―      | ―      | ―      | 432    | 1,8%   |
| Rumano          | ―      | ―      | ―      | ―      | 387    | 1,6%   |
| Español         | 840    | 3,7%   | 443    | 2,1%   | 317    | 1,3%   |
| Búlgaro         | ―      | ―      | ―      | ―      | 251    | 1,1%   |
| Población total | 22.409 | 22.409 | 21.522 | 21.522 | 23.785 | 23.785 |